# 黃泥湖 (九龍)

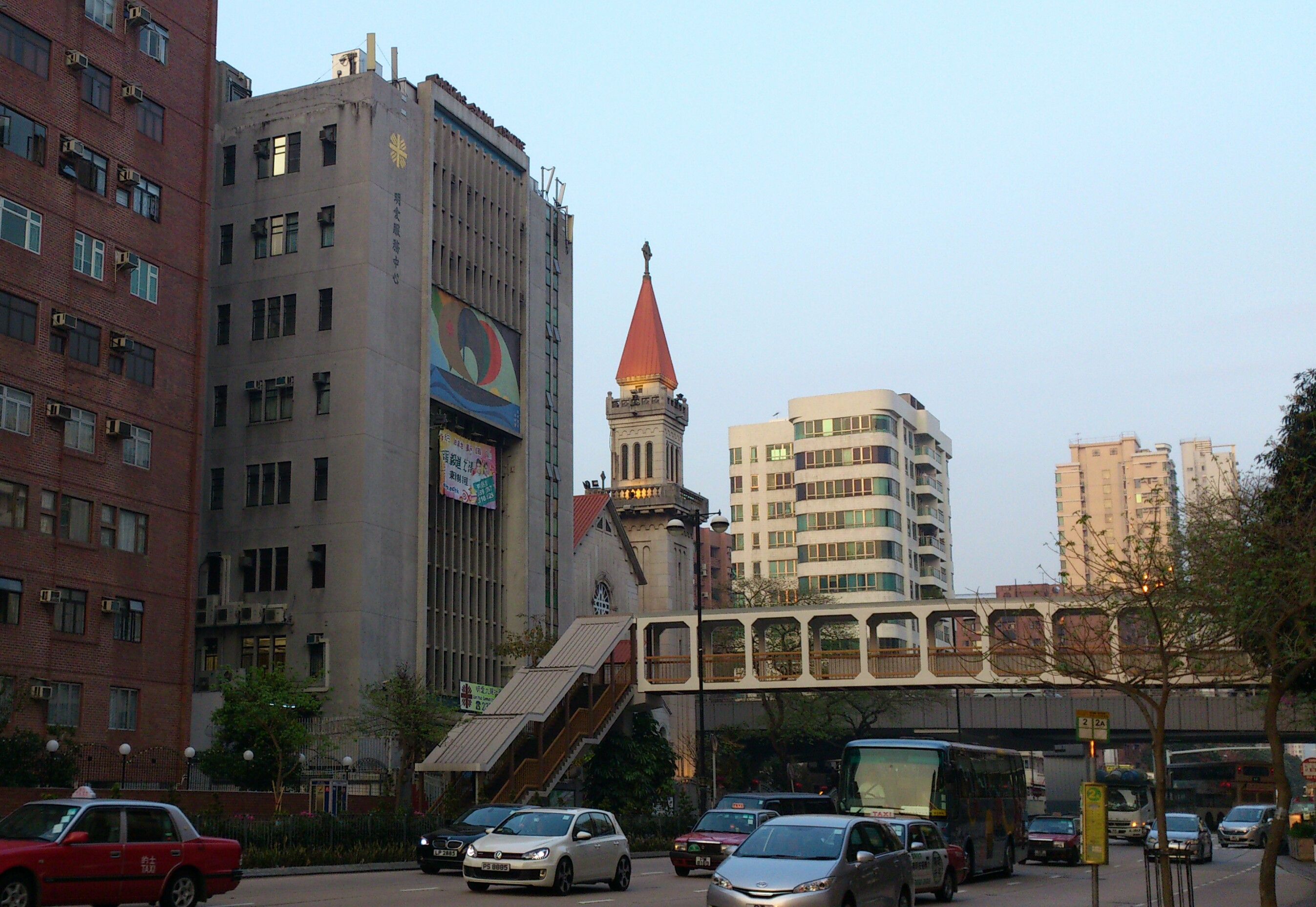
黃泥湖已發展成太子道西一帶

黃泥湖是香港九龍的一個已消失地名和已清拆村落，即現今太子道西及窩打老道交界一帶。

## 歷史
黃泥湖坐落於九龍半島中英舊界限以南，九龍仔山和大石鼓之間的谷地。早於19世紀或更早，已有人在田野上分散地建屋定居。1911年，黃泥湖有華人人口250人。
1920年代初，為連接九龍東西兩部份及發展九龍中部地方，香港政府陸續興建太子道西和界限街。至1930年代初，黃泥湖一帶已發展成花園別墅區。自此，該地名已再沒有人使用。

## 事件
- 1905年3月，居於黃泥湖124號的蕭姓父子發現其飼養的豬隻被6名盜賊偷走，其中一名盜賊向他們開槍，眾匪逃之夭夭，蕭子最終傷重不治。[2]
- 1924年10月，一名疑似為麻瘋病人的男性遭人於黃泥湖勒死。[3]

## 外部連結
维基共享资源上的相關多媒體資源：黃泥湖